# Saint-Bouize
Saint-Bouize är en kommun i departementet Cher i regionen Centre-Val de Loire i de centrala delarna av Frankrike. Kommunen ligger  i kantonen Sancerre som tillhör arrondissementet Bourges. År 2022 hade Saint-Bouize 258 invånare.

## Befolkningsutveckling
Antalet invånare i kommunen Saint-Bouize
Referens:INSEE